# Arhitektura v Italiji
Italija ima zelo širok in raznolik arhitekturni slog, ki ga zaradi razdelitve Italije na različne majhne države do leta 1861 ni mogoče preprosto razvrstiti po obdobjih ali regijah. To je ustvarilo zelo raznoliko in eklektično paleto arhitekturnih zasnov. Italija je znana po svojih pomembnih arhitekturnih dosežkih , kot so gradnja akvaduktov, templjev in podobnih struktur v antičnem Rimu, ustanovitev renesančnega arhitekturnega gibanja v poznem 14. do 16. stoletju in je domovina paladianizma, gradbenega sloga, ki je navdihnil gibanja, kot je na primer neoklasicistična arhitektura in vplival na zasnove, ki so jih plemiči gradili na podeželskih hišah po vsem svetu, zlasti v Združenem kraljestvu, Avstraliji in Združenih državah Amerike v poznem 17. do začetku 20. stoletja stoletja.
V Italiji najdemo nekaj najboljših del zahodne arhitekture, kot so Kolosej, Milanska stolnica, Mole Antonelliana v Torinu, Firenška stolnica in stavbe v Benetkah. Ocenjuje se, da ima Italija skupaj 100.000 spomenikov vseh vrst (muzeji, palače, stavbe, kipi, cerkve, umetniške galerije, vile, fontane, zgodovinske hiše in arheološki ostanki). Zdaj je Italija v ospredju modernističnega in trajnostnega oblikovanja z arhitekti, kot sta Renzo Piano in Carlo Mollino.
Italijanska arhitektura je močno vplivala tudi na svetovno arhitekturo. Poleg tega je bila italijanska arhitektura, priljubljena v tujini od 19. stoletja, uporabljena za opis tuje arhitekture, ki je bila zgrajena v italijanskem slogu, zlasti po vzoru renesančne arhitekture.

## Antična Grčija in Etruščani
Skupaj s predzgodovinsko arhitekturo so bili prvi ljudje v Italiji, ki so resnično začeli zaporedje modelov, Grki in Etruščani. V severni in osrednji Italiji so v tistem času v arhitekturi vodili Etruščani. Etruščanske zgradbe so bile izdelane iz opeke in lesa, zato je v Italiji zdaj razvidnih le nekaj etruščanskih arhitekturnih najdišč, kot so v Volterra v  Toskani in Perugia v Umbriji. Etruščani so gradili templje, forume, javne ulice, akvadukte in mestna vrata, ki so pomembno vplivala na rimsko arhitekturo.
V južni Italiji so od 8. stoletja pred našim štetjem grški kolonisti, ki so ustanovili tako imenovano Magna Graecia, gradili svoje stavbe v svojem slogu. Zgradili so večje, boljše in tehnološko napredne hiše, ki so vplivale tudi na rimsko arhitekturo. Do 4. stoletja pred našim štetjem, helenistično obdobje, se je manj gradnje posvečalo gradnji templjev, več časa je bilo porabljenega za gradnjo gledališč. Gledališča so bila polkrožna in so imela avditorij in oder. Včasih so bila zgrajena na brežini, za razliko od Rimljanov, ki bi umetno zgradili tribune za občinstvo.
Grški templji so bili znani po tem, da so vsebovali obsežne kamnite ali marmorne stebre. Danes je v Italiji več ostankov grške arhitekture, zlasti v Kalabriji, Apuliji in na Siciliji. Tempelji v Dolini templev, ki so trenutno na Unescovem seznamu svetovne dediščine, so lep primer.

## Antični Rim
Pod vplivom grške arhitekture (ki je pustila pomembna znamenja v Magna Grecii, v templjih Agrigento, Selinunt in Pestum) in etruščansko arhitekturo (ki je vzbudila pozornost Vitruvija) je rimska arhitektura prevzela svoje značilnosti.
Rimljani so absorbirali grški vpliv, očiten v mnogih pogledih, tesno povezanih z arhitekturo; to je na primer vidno pri uvajanju in uporabi triklinija v rimskih vilah kot kraj in način jedilnice. Podobno so bili Rimljani dolžni svojim etruščanskim sosedom, od katerih so podedovali bogato znanje, potrebno za prihodnje arhitekturne rešitve, kot je hidravlika in gradnja lokov.
Družbeni elementi, kot sta bogastvo in velika gostota prebivalstva v mestih, so prisilili stare Rimljane, da so odkrili nove lastne (arhitekturne) rešitve. Uporaba obokov in lokov je skupaj z dobrim poznavanjem gradbenih materialov omogočila doseganje izjemnih uspehov pri gradnji impozantnih struktur za javno uporabo. Primeri so rimski akvadukti, Dioklecijanove terme, Karakalove terme, bazilike in morda najbolj znana Kolosej in Panteon. V manjšem obsegu so bili reproducirani v najpomembnejših mestih v cesarstvu. Nekatere ohranjene strukture so skoraj popolne, na primer mestno obzidje Lugo v  Tarakonski Hispaniji, danes v severni Španiji.

## Zgodnjekrščanska in bizantinska arhitektura
Zgodnjekrščanska doba je močno vplivala na Italijo, Rim je bil novi sedež papeža. Po Justinijanovi ponovni osvojitvi Italije je bilo v rimsko-bizantinskem slogu zgrajenih več stavb, palač in cerkva.
Krščanski koncept bazilike so izumili v Rimu. Znane so bile po dolgih pravokotnih tlorisih, ki so bile zgrajene v skoraj starodavnem rimskem slogu, pogosto bogate z mozaiki in okraski. Umetnost in arhitekturo prvih kristjanov je navdihnilo tudi delo poganskih Rimljanov; kipi, mozaiki in slike so okrasili vse njihove cerkve. Poznokrščanske freske je mogoče zlahka videti v nekaterih od številnih katakomb v Rimu.
Bizantinska arhitektura je bila razširjena tudi v Italiji. Ko je leta 476 padlo Zahodno rimsko cesarstvo, so bili Bizantinci vodilni v svetu glede kulture, umetnosti, glasbe, literature, mode, znanosti, tehnologije, poslovanja in arhitekture. Bizantinci, ki so bili formalno prebivalci Vzhodnega rimskega cesarstva, so ohranili rimska načela arhitekture in umetnosti, vendar so mu dali bolj vzhodni odtenek in so sloveli po nekoliko položnejših kupolah in bogatejši uporabi pozlačenih mozaikov in ikon. Ker so Bizantinci nekaj časa prebivali na Siciliji, je njihov arhitekturni vpliv mogoče opaziti še danes, na primer v stolnici v Cefaluju, Palermu ali Monrealu z bogato okrašenimi notranjostmi. Bazilika sv. Marka v Benetkah je tudi primer bizantinske arhitekture v Italiji.

## Romanska arhitektura
Med bizantinskim in gotskim obdobjem je bilo romansko gibanje, ki je potekalo od približno leta 800 do 1100. To je bilo eno najbolj plodnih in ustvarjalnih obdobij v italijanski arhitekturi, ko je bilo zgrajenih več mojstrovin, na primer poševni stolp v Pisi na trgu Piazza dei Miracoli in bazilika sv. Ambroža v Milanu. Slog je bil imenovan "roman"-ski zaradi uporabe rimskih lokov, vitražnih oken in tudi ukrivljenih stebrov, ki so bili običajni v križnih hodnikih.
Romanska arhitektura se je v Italiji zelo razlikovala tako po slogu kot po gradnji. Verjetno je bila najbolj umetniška toskanska romanika, zlasti florentinska in pisanska, vendar je bila tudi sicilska, na katero so vplivali normanski naseljenci, precejšnja. Lombardska romanika je bila vsekakor strukturno naprednejša od toskanske, a manj umetniška.
Romanska arhitektura v Italiji je ustavila gradnjo lesenih streh v cerkvah in eksperimentirala tudi z uporabo križnih ali banjastih obokov. Teža zgradb se je prenašala na zunanji strani, včasih pa so bili oporabljeni oporniki. Cerkvene stene, ki so bile uporabljene v romanskem slogu, so bile običajno masivne in težke zaradi podpore strehe oziroma stropa, a so bile romanske cerkvene notranjosti v Italiji precej bolj banalne in mehke od tistih iz zgodnjekrščanskega in bizantinskega obdobja. Včasih so bile preprosto sestavljene iz marmorja ali kamna in so imele malo dekoracije, za razliko od bogatih mozaikov v italijanskih bizantinskih arhitekturnih delih.
Glavna inovacija italijanske romanske arhitekture je bil obok, kakršnega v zgodovini zahodne arhitekture še niso videli.

## Gotska arhitektura
Gotska arhitektura se je v Italiji pojavila v 12. stoletju. Italijanska gotska arhitektura je vedno ohranila posebno lastnost, ki je razlikovala njen razvoj od tistega v Franciji, kjer je nastala. Posebej drzne arhitekturne rešitve in tehnične novosti francoske gotike se niso nikoli pojavile: italijanski arhitekti so raje ohranili gradbeno tradicijo, ki je bila uveljavljena v prejšnjih stoletjih. Estetsko je bil vertikalni razvoj v Italiji redko pomemben.
Gotsko arhitekturo so uvozili v Italijo, tako kot v mnogih druge evropske države. Benediktinski cistercijanski red je bil prek svojih novih stavb glavni nosilec tega novega arhitekturnega sloga. Razširil se je iz Burgundije (na območju današnje vzhodne Francije), njihovega prvotnega območja, po preostali zahodni Evropi.
Možen časovni okvir gotske arhitekture v Italiji lahko obsega:
- začetni razvoj cistercijanske arhitekture
- "zgodnja gotska" faza (ok. 1228–1290)
- "zrela gotika" 1290-1385
- poznogotska faza od leta 1385 do 16. stoletja, z dokončanjem velikih gotskih stavb, ki so se začele prej, kot sta milanska stolnica in bazilika San Petronio Bologna.

## Renesančna in manieristična arhitektura
Italija iz 15. stoletja in zlasti mesto Firence so bile dom renesanse. Prav v Firencah se je začel nov arhitekturni slog, ki se ni počasi razvijal tako, kot je gotika rasla iz romanskega jezika, ampak so ga zavestno vzbudili posebni arhitekti, ki so si prizadevali oživiti red pretekle "zlate dobe". Znanstveni pristop k arhitekturi antike je sovpadel s splošnim obujanjem učenja. Na to so vplivali številni dejavniki.
Italijanski arhitekti so imeli vedno raje jasno opredeljene oblike in strukturne elemente, ki so izražali njihov namen. Številne toskanske romanske atavbe dokazujejo te značilnosti, kar je razvidno iz Firenške krstilnice in stolnice v Pisi.
Italija ni nikoli v celoti prevzela gotskega sloga arhitekture. Razen milanske stolnice, ki je v veliki meri delo nemških graditeljev, le nekaj italijanskih cerkva poudarja navpičnost, gručaste stebre, okrašeno krogovičje in zapletene rebraste oboke, ki so značilni za gotiko v drugih delih Evrope.
Prisotnost, zlasti v Rimu, starodavnih arhitekturnih ostankov, ki prikazujejo urejen klasični slog, je navdihnila umetnike v času, ko se je filozofija obračala tudi proti klasiki.
Kupola  Firenške stolnice
Prehod iz gotske v renesančno arhitekturo sovpada z gradnjo kupole Firenške stolnice, ki jo je izvedel Filippo Brunelleschi med letoma 1420 in 1436. Stolnica, ki jo je zgradil Arnolfo di Cambio, je do konca 14. stoletja ostala nedokončana; v sredini, kjer naj bi bila kupola, je imela ogromno luknjo. Na natečaju za njeno gradnjo je zmagal Brunelleschi, ki je zgradil največjo kupolo od rimskih časov.
Bazilika sv. Lovrenca
Baziliko sv. Lovrenca v Firencah je zasnoval Brunelleschi z uporabo vseh stvari, ki se jih je naučil s preučevanjem arhitekture starega Rima. Ima loke, stebre in okna s polkrožnimi zaključki v rimskem slogu. Izgleda popolnoma drugače od koničastih obokanih cerkva iz obdobja gotike. Stavba je bila s spremembami dokončana šele po njegovi smrti.
Bazilika Sant'Andrea
Ko so se rimski cesarji vrnili z zmagi v bitki, so si kot spomenik zgradili slavolok. V Rimu in v drugih delih Italije je več teh spomenikov, splošna zasnova pa je velik lok v središču in manjši lok ali vrata na obeh straneh. Arhitekt Leon Battista Alberti je rimski slavolok prilagodil cerkveni fasadi bazilike Sant'Andrea v Mantovi. Uporabil je isti vzorec visokih in obokanih, nizkih in kvadratnih, vse po notranjosti cerkve. To so kopirali številni drugi arhitekti. To je bila tudi prva stavba, ki je uporabljala stebre v kolosalnem redu.
Palača Medici Riccardi
Pri gradnji palač so imeli bogati ljudje renesanse, tako kot rimski cesarji, različne potrebe, zato so morali arhitekti uporabiti pravila za izdelavo nove vrste velike stavbe. Te renesančne palače, za katere je lep primer Palazzo Medici Riccardi, so običajno tri nadstropne in na zunaj precej preproste. V notranjosti je dvorišče, obdano s čudovitimi stebri in okni. Arhitekti, kot je Michelozzo, ki je delal za Cosima Medičejskega starejšega, so navdih dobili v rimskem Koloseju.
Bazilika sv. Petra
Najbolj znana cerkev v Rimu je bila stara bazilika sv. Petra, zgrajena nad majhnim svetiščem, ki naj bi označevalo grob svetega Petra. Do konca 15. stoletja je stara bazilika propadla. Leta 1505 se je papež Julij II. odločil, da bo porušil staro baziliko in jo nadomestil z novo. V naslednjih 120 letih je sledila vrsta papežev in arhitektov, njihova skupna prizadevanja pa so privedla do sedanje stavbe. Ko je bila končana, so številni pomembni umetniki delali na oblikovanju, ki se je dramatično spremenilo in postalo bolj baročno kot renesančno. Med arhitekti, prisotnimi na tem mestu, so bili Donato Bramante, Rafael, Antonio da Sangallo mlajši, Michelangelo, Pirro Ligorio, Giacomo Barozzi da Vignola, Giacomo della Porta in Carlo Maderno. Ima eno najlepših kupol na svetu, ki so jo kopirali v številnih državah.

## Baročna in rokoko arhitektura
Eno najbolj izvirnih del poznobaročne arhitekture je Grad Stupinigi (Palazzina di caccia di Stupinigi - Lovski dom Stupinigi) iz 18. stoletja. Z visoko členjeno stavbo, ki temelji na križu svetega Andreja, jo je zasnoval Filippo Juvarra, ki je v bližini Torina zgradil tudi baziliko di Superga.
V istem obdobju je v Venetu je prišlo do približevanja s paladijevsko arhitekturo, kar je očitno v vili Pisani v Stra (1721) in cerkvi San Simeone Piccolo v Benetkah (dokončana leta 1738).
V Rimu so nekateri najpomembnejši dosežki Španske stopnice in vodnjak Trevi, medtem ko ima fasada bazilike sv. janeza v Lateranu avtorja Alessandra Galileija bolj stroge, klasične lastnosti.
V Neapeljskem kraljestvu je arhitekt Luigi Vanvitelli leta 1752 začel gradnjo kraljeve palače Caserta. V tem velikem kompleksu veličastna notranjost in vrtovi v baročnem slogu nasprotujejo treznejšemu ovoju stavbe, ki predvideva motive neoklasicističnega sloga. Izjemno velikost palače odseva Ospedale L'Albergo Reale dei Poveri v Neaplju, ki jo je v istih letih zgradil Ferdinando Fuga.

## Neoklasicistična in arhitektura 19. stoletja
Vrnitev k bolj klasičnim arhitekturnim oblikam kot reakcija na slog rokokoja je mogoče zaznati v začetku 18. stoletja, najbolj živo predstavljeno v paladijevski arhitekturi. Konec 18. in v začetku 19. stoletja je Italijo prizadelo neoklasicistično arhitekturno gibanje. Vse od vil, palač, vrtov, notranjosti in umetnosti je začelo temeljiti na starodavnih rimskih in grških temah , stavbe pa so bile široko razširjene na vili Capra "La Rotonda", mojstrovini Andrea Palladia. Pred odkritji izgubljenih mest Pompejev in Herkulaneja so bile stavbe tematizirane v starem Rimu in klasičnih Atenah, kasneje pa so jih navdihnila ta arheološka najdišča.
Primeri neoklasicistične arhitekture v Italiji so Arco della Pace (Milano) Luigija Cagnole, gledališče San Carlo (Neapelj, 1810) , San Francesco di Paolo (Neapelj, 1817), kavarna Pedrocchi (Padova, 1816), Tempio Canoviano, (Posagno, 1819), Teatro Carlo Felice (Genova, 1827) in Cisternone (Livorno, 1829).
Italija je sredi 19. stoletja bila znana tudi po nekaterih relativno avantgardnih strukturah. Galleria Vittorio Emanuele II. v Milanu, zgrajena leta 1865, je bila prva stavba iz železa, stekla in jekla v Italiji in najstarejša namensko zgrajena nakupovalna galerija na svetu, ki je kasneje vplivala na galerijo Umberto I. v Neaplju.

## Moderna arhitektura

### Art Nouveau arhitektura
Art nouveau, v Italiji znan kot slog Liberty, je imel svoje glavne in najbolj izvirne predstavnike v Giuseppeju Sommarugi in Ernestu Basileju. Prvi je bil avtor Palazzo Castiglioni v Milanu, drugi pa je predvideval širitev Palazzo Montecitorio v Rimu.
V 1920-ih in naslednjih letih je bil uveden nov arhitekturni jezik, Razionalismo. To obliko futuristične arhitekture je prvi uvedel Antonio Sant'Elia in s tem skupina Gruppo 7, ustanovljena leta 1926. Po razpadu skupine so jo posvojili samostojni umetniki, kot so Giuseppe Terragni (Casa del Fascio, Como), Adalberto Libera (Villa Malaparte na Capriju) in Giovanni Michelucci (železniška postaja Firenze Santa Maria Novella).
V obdobju fašizma je Razionalismo prehitel Novecento Italiano, ki je zavrnil avantgardne teme in namesto tega oživil umetnost preteklosti. Njegovi najpomembnejši člani na področju arhitekture so bili Gio Ponti, Pietro Aschieri in Giovanni Muzio. To gibanje je navdihnilo Marcella Piacentinija pri ustvarjanju "poenostavljenega neoklasicizma", povezanega z ponovnim odkritjem cesarskega Rima. Piacentini je bil avtor več del v številnih italijanskih mestih, med katerimi je najpomembnejše kontroverzno ustvarjanje Via della Conciliazione v Rimu.

### Fašistična arhitektura
Racionalistično-fašistična arhitektura je bila italijanski arhitekturni slog, ki se je razvil v času fašističnega režima in zlasti od poznih 1920-ih letih dvajsetega stoletja. Sprva ga je promovirala in izvajala skupina Gruppo 7, katere arhitekti so bili Luigi Figini, Guido Frette, Sebastiano Larco, Gino Pollini, Carlo Enrico Rava, Giuseppe Terragni, Ubaldo Castagnola in Adalberto Libera. Ugotovljeni sta bili dve veji, modernistična podružnica z najpomembnejšim predstavnikom Giuseppejem Terragnijo in konservativna veja, pri kateri sta bila Marcello Piacentini in skupina La Burbera najbolj vplivna.

### Povojna in modernistična arhitektura
Nagrado za arhitekturo Pritzker sta prejela dva italijanska arhitekta: Aldo Rossi (1990) in Renzo Piano (1998). Nekateri glavni arhitekti, ki so delali v Italiji med koncem 20. stoletja in začetkom 21. stoletja, so Renzo Piano, Massimiliano Fuksas in Gae Aulenti. Klavirska dela vključujejo Stadio San Nicola v Bariju, Auditorium Parco della Musica v Rimu, obnovitvena dela starega pristanišča v Genovi in romarsko cerkev Padre Pio v San Giovanni Rotondo. Med Fuksasovimi projekti (od januarja 2011) sta sedež regije Piemont in kongresni center Rima - La Nuvola v EUR, Rim. Italijanska dela Gaeja Aulentija predstavljajo obnovitvena dela Palazzo Grassi v Benetkah in postaje "Museo" v neapeljski metroji.
Druge izjemne osebnosti sodobne arhitekture v Italiji so Švicar Mario Botta (Museo d'arte moderna e contemporanea di Trento e Rovereto, prenova La Scale v Milanu), Michele Valori (it: Corviale), Zaha Hadid (Narodni muzej 21. Century Arts v Rimu, nebotičnik "Lo Storto" v Milanu), Richard Meier (Jubilejna cerkev in pokrivna stavba Ara Pacis, obe v Rimu), Norman Foster (železniška postaja Firenze Belfiore), Daniel Libeskind (nebotičnik "Il Curvo" v Milanu ) in Arata Isozaki (Palasport Olimpico v Torinu skupaj s Pierom Paolom Maggioro in Marcom Briziom; nebotičnik "Il Dritto" v Milanu).